# Oloplotosus
Oloplotosus (Олоплотосус) — рід риб родини вугрехвості соми ряду сомоподібні. Має 3 види. Наукова назва походить від грецьких слів holos, тобто «повний», та plotos — плавання.

## Опис
Загальна довжина представників цього роду коливається від 15 до 20 см. Голова невеличка. Очі маленькі. Є 4 пари коротких вусів, з яких вуси на нижній щелепі довші за 1 пари верхньощелепних вусів. Тулуб кремезний, вугреподібний. Хвостове стебло сильно стиснуто з боків. Спинний плавець високо піднято, вузький та короткий в основі, з 1 жорстким та 5 м'якими променями. Грудні та черевні плавці маленькі. Жировий, хвостовий та анальний плавці поєднано, з яких анальний є найдовшим (101—116 променів). Хвостовий плавець широкий, загострений на кінці.
Забарвлення голови коричневе, тулуб й плавці сіруваті, вкриті численними й дрібними темно-коричневими або чорними цяточками.

## Спосіб життя
Це демерсальні риби. Два види зустрічаються у швидких потоках з кам'янистими ґрунтами. Один вид (O. torobo) зустрічається лише в озері, де ховається серед водної рослинності біля мулистого дна. Цей вид уподобав глинясті ґрунти. Тримаються значної глибини. Живляться дрібними донними безхребетними.

## Розповсюдження
Є ендеміками острова Нова Гвінея, зокрема водиться в річках Теді, Флай, Соро та озері Кутуба.

## Види
- Oloplotosus luteus
- Oloplotosus mariae
- Oloplotosus torobo